# Васильковское (Запорожская область)
Василько́вское (укр. Васильківське) — село,
Привольненский сельский совет,
Вольнянский район,
Запорожская область,
Украина.
Код КОАТУУ — 2321587003. Население по переписи 2001 года составляло 416 человек.

## Географическое положение
Село Васильковское находится на левом берегу реки Солёная,
выше по течению на расстоянии в 3 км расположено село Берестовое,
ниже по течению на расстоянии в 1 км расположено село Новомиргородка.
По селу протекает пересыхающий ручей с запрудой.

## История
- 1920 год — дата основания.

## Известные люди
В селе родился Герой Советского Союза Павел Калюжный.